# Bering Land Bridge National Preserve
Bering Land Bridge National Preserve is een beschermd natuurgebied op het Sewardschiereiland van de Amerikaanse staat Alaska. Het ligt op de voormalige Beringlandbrug, een landengte die Noord-Amerika met Azië verbond tijdens de laatste ijstijd. Tot 13.000 jaar geleden vormde de Beringlandbrug een belangrijke trekroute voor zowel mensen, als dieren en planten. Het Bering Land Bridge National Preserve werd in 1978 opgericht als nationaal monument en werd in 1980 omgezet naar nationaal reservaat. Ondanks dat de Beringstraat de Amerikaanse en Russische gebieden scheidt, is de culturele band tussen de eskimovolkeren nog steeds aanwezig. Dit uit zich in taal, tradities en de afhankelijkheid van hetzelfde ecosysteem.

## Fauna
Vanwege de afgelegen ligging is het een van de minst bezochte natuurreservaten van de Verenigde Staten. Het landschap wordt bewoond door muskusossen (Ovibos moschatus), rendieren (Rangifer tarandus), poolvossen (Alopex lagopus), Alaskahazen (Lepus othus) en ijsberen (Ursus maritimus). In de omliggende wateren die toebehoren tot het reservaat leven Groenlandse walvissen (Balaena mysticetus), beloega's (Delphinapterus leucas) en Pacifische walrussen (Odobenus rosmarus divergens). Enkele vogels die in het reservaat leven zijn de geelsnavelduiker (Gavia adamsii), moerassneeuwhoen (Lagopus lagopus) en Canadese kraanvogel (Grus canadensis). Het moerassneeuwhoen werd bovendien in 1955 door schoolkinderen van Alaska benoemd tot symbool van Alaska. Toen Alaska als 49e staat van de Verenigde Staten werd geaccepteerd in 1959, werd het moerassneeuwhoen de mascotte van de staat.

## Afbeeldingen

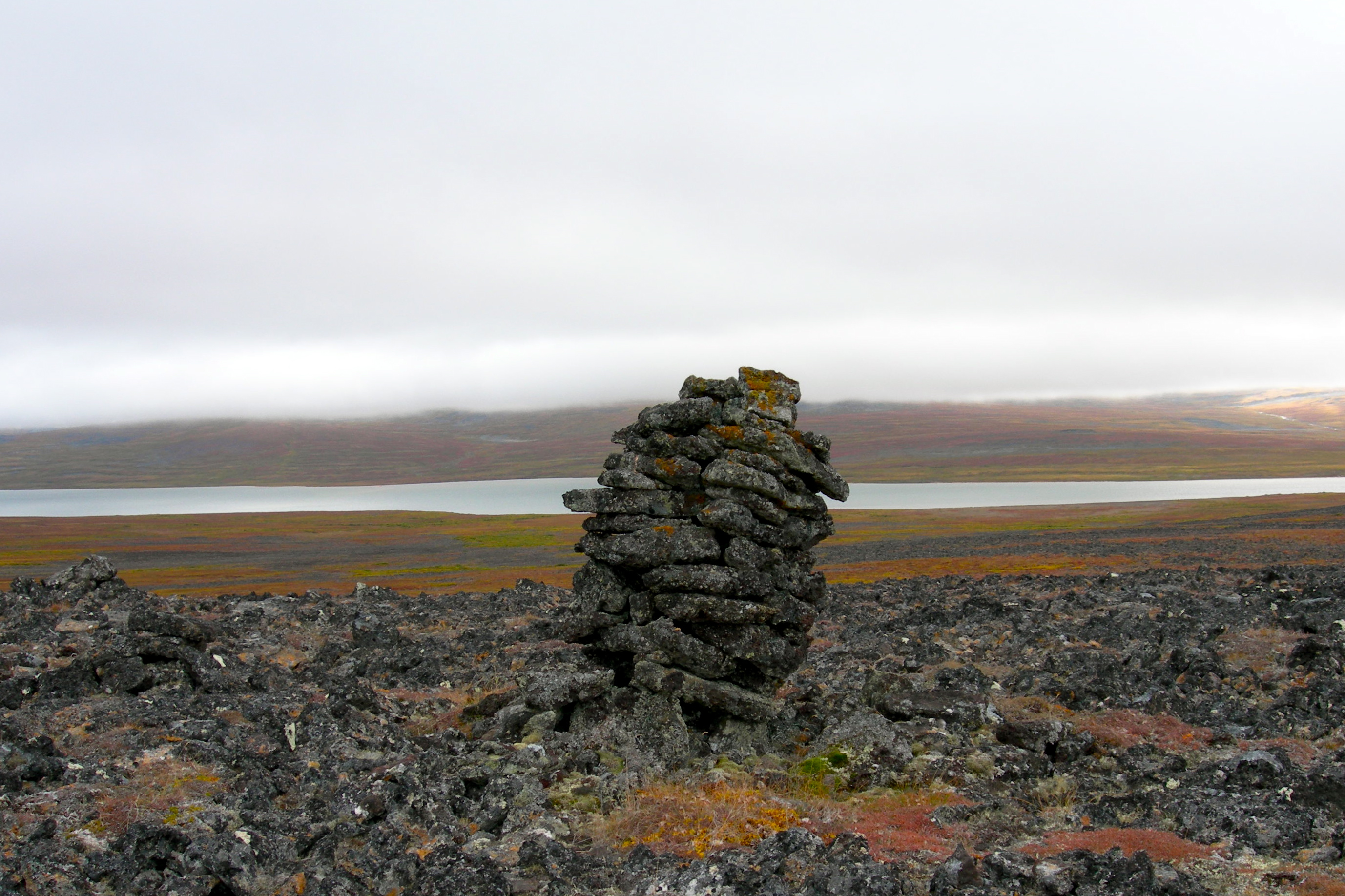
Oude stenen structuur in de toendra van Nationaal Reservaat Beringlandbrug.
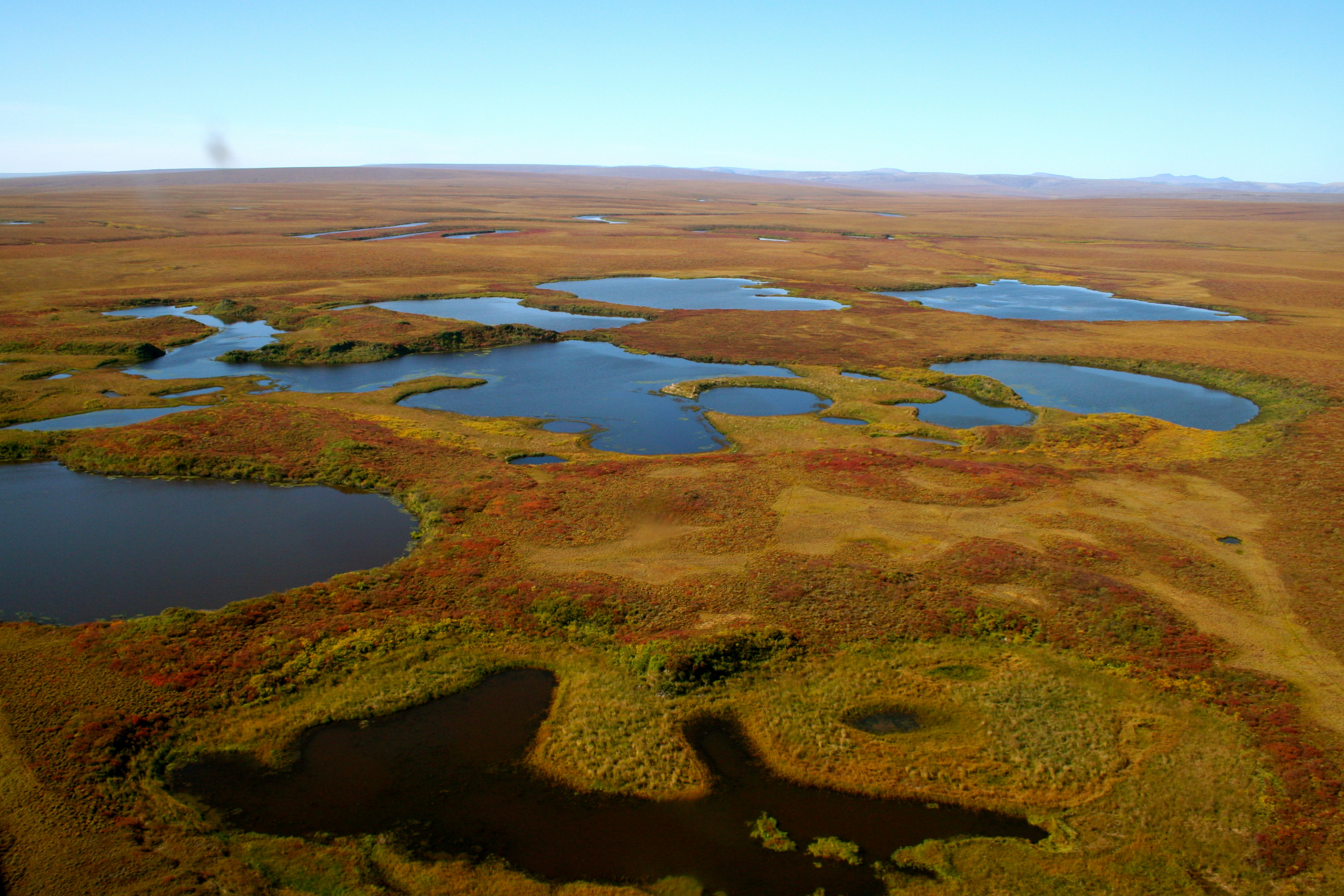
Toendra in najaarskleuren.
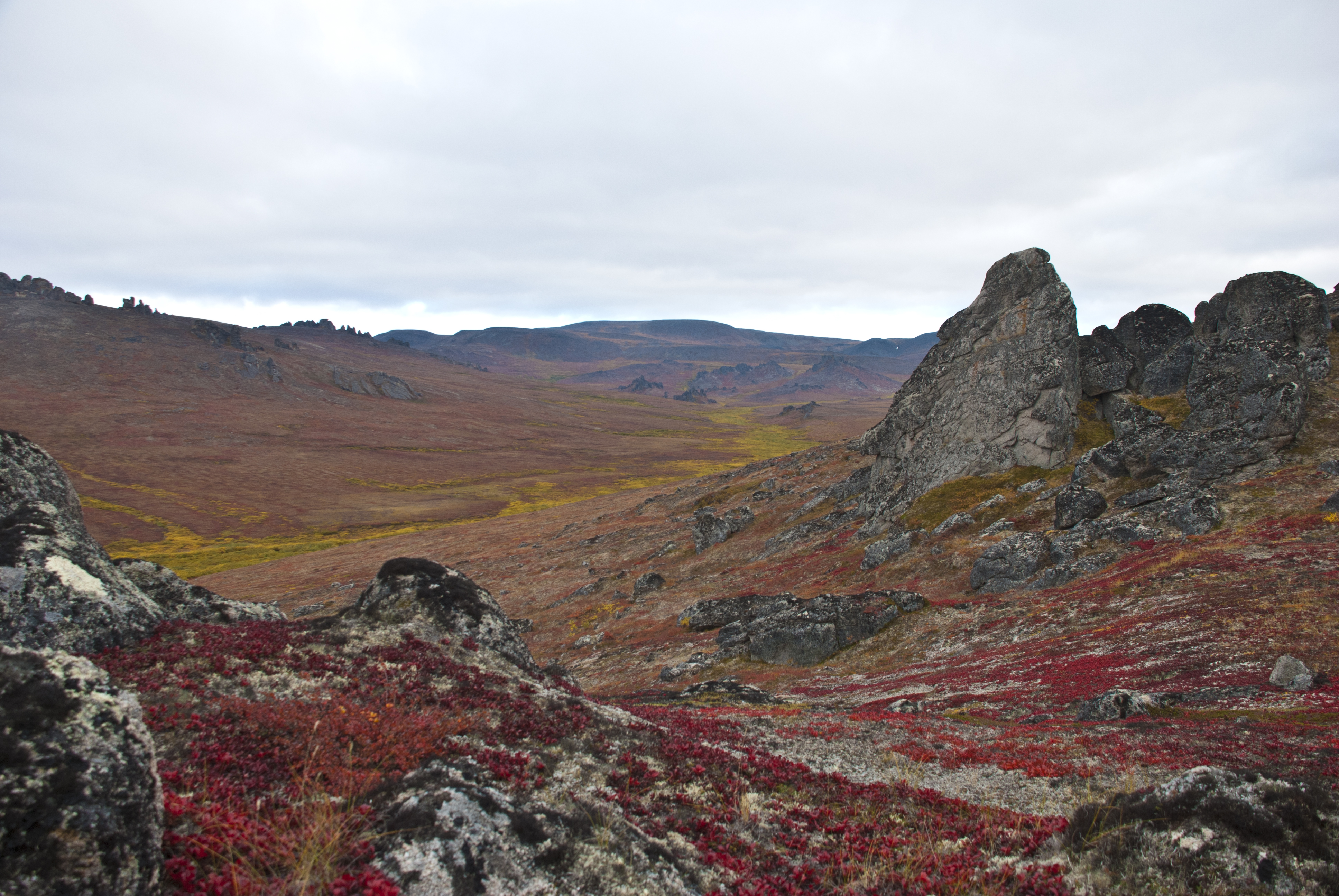
Rotsformaties in de toendra.
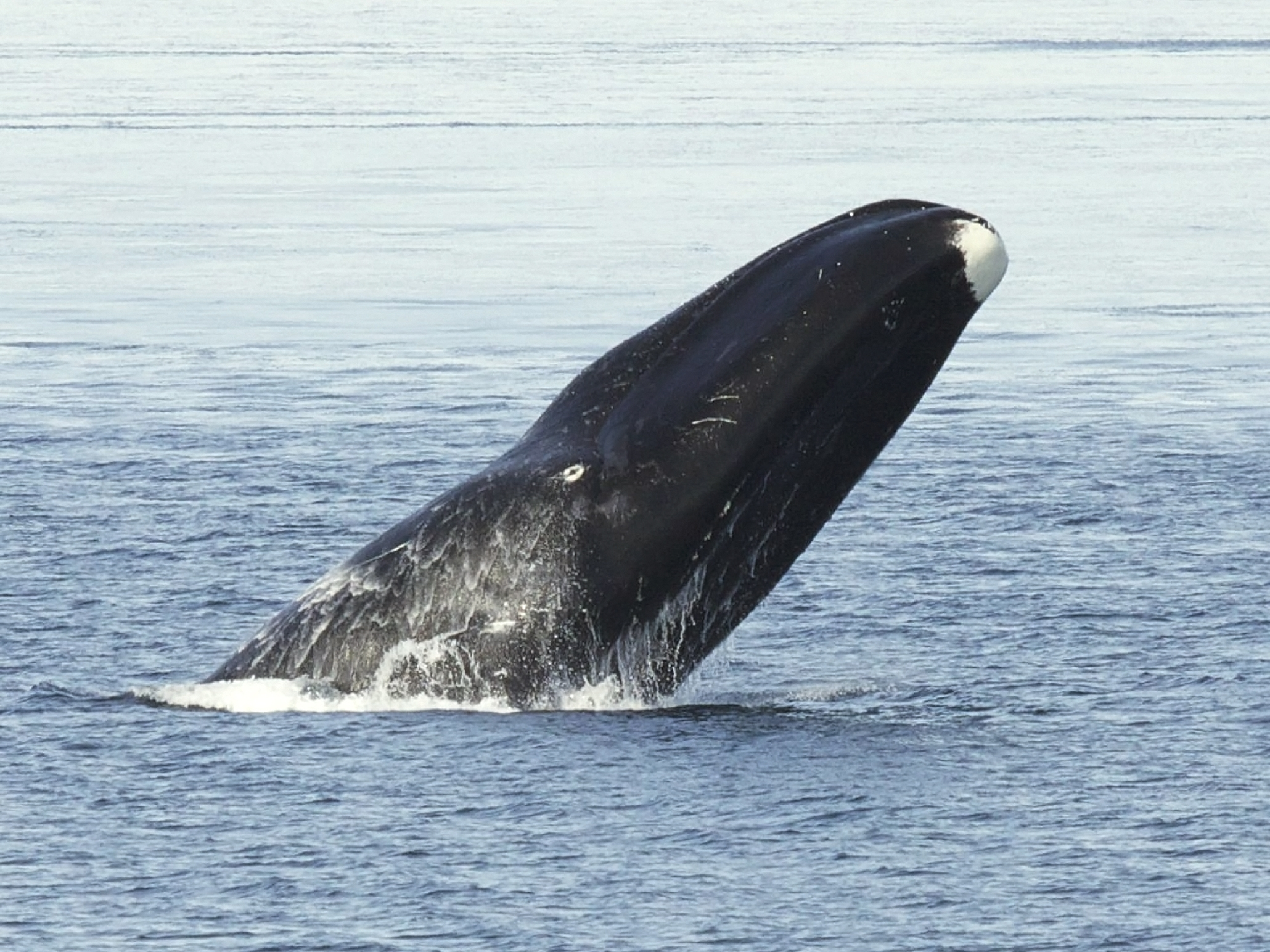
Groenlandse walvis (Balaena mysticetus) in Nationaal Reservaat Beringlandbrug.
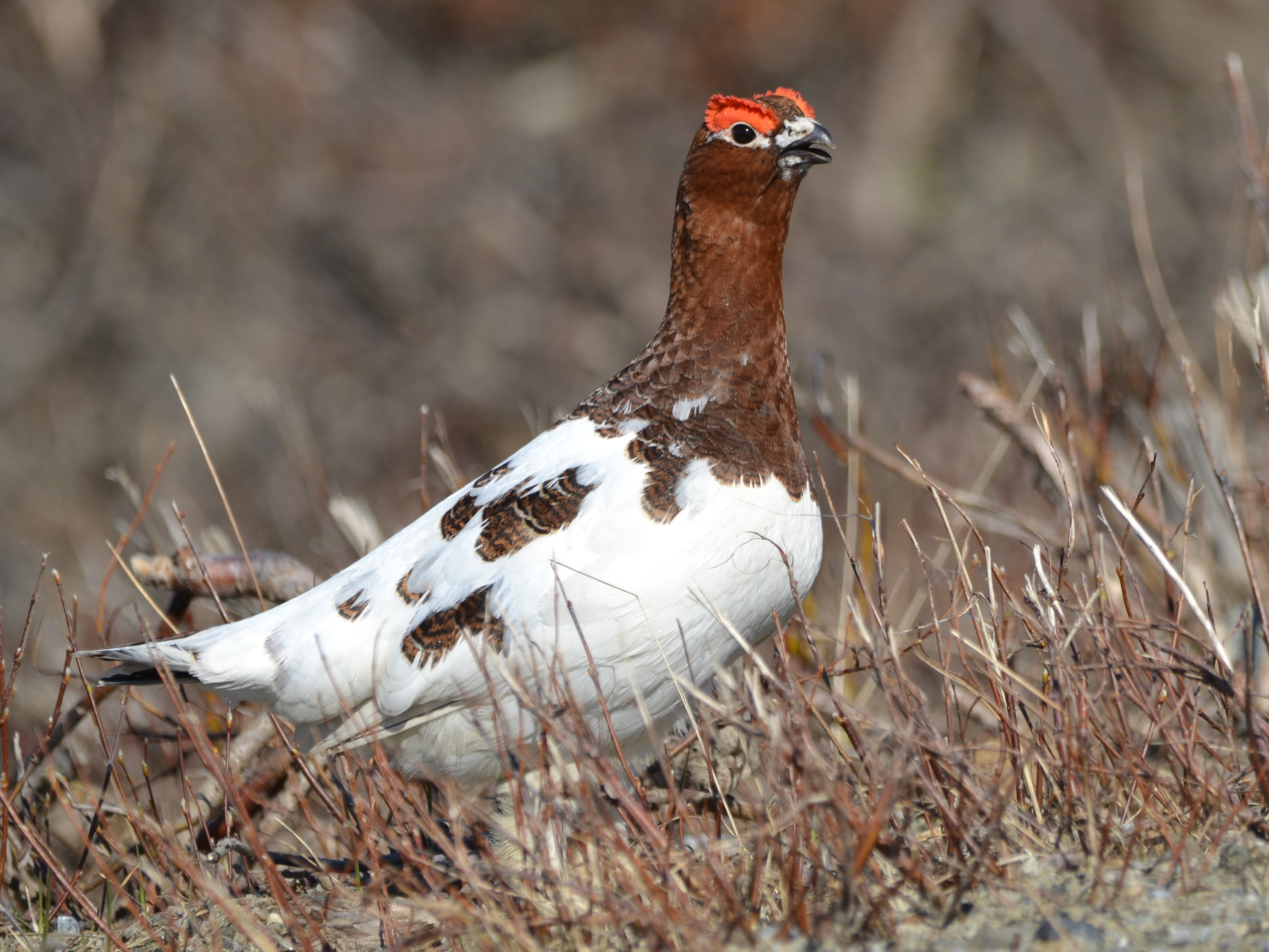
Moerassneeuwhoen (Lagopus lagopus) in N.R. Beringlandbrug.